# تشه یو
تشه یو یا شی یو یا چی یو (به چینی: 蚩尤) در اساطیر چین، خدای جنگ است که جنگ او با هوانگ تی یا امپراتور زرد معروف است. برای مردمان همونگ (از اقوام چینی)، چی یو یا همان تشه یو از خردمندترین پادشاهان افسانه‌ای به شمار می‌آید. تشه یو، که تلفظ‌های متفاوتی دارد، می‌تواند به صورت یک عنوان یا لقب به کار برود، امّا در نزد مردمان همونگ، با تلفظی متفاوت، بیشتر در معنای واقعی کلمه و به مفهوم «پدربزرگ با عظمت» مورد استفاده واقع می‌شود.
همچنین گاهی تشه یو در اساطیر چین، به معنای خدای باران نیز، به کار رفته‌است. وی که از اخلاف شن نونگ Shennong محسوب می‌شود، که مخترع کشاورزی معرفی شده‌است.به لحاظ وضع ظاهری او را نیمی انسان و نیمی گاو نر توصیف کرده‌اند و گفته‌اند که او، جلوی سر خویش را با پوششی از آهن پوشانیده‌است یا اینکه اصلاً سر او از آهن ساخته شده‌است.

## خصوصیات
تشه یو یک غول است که نوشته‌های مربوط به او به هیچوجه با هم هماهنگی ندارد، اما همهٔ کارها و خصوصیات او دارای اهمیت بسیارند.چند نمونه از خصوصیات تشه یو را می‌توان به شرح ذیل ذکر نمود:
او شاخهای بسیار تیزی دارد. سرش از آهن و پیشانیش از جنس مس است. هنگام خواب موهایش همانند شمشیر یا نیزه راست می‌ایستد.اندام او، اندامی انسانی است امّا سمهایی شبیه سُم گاو دارد.او دارای چهار چشم، شش دست، هشت انگشت در هر دست و هشت انگشت در هر پا می‌باشد.
تشه یو خیلی زود بعنوان موجودی خاصّ و منحصربه‌فرد در اساطیر چین ظاهر شده‌است. چندی بعد از ظهور او سخن از هشتاد و یک یا هفتاد و دو برادر تشه یو نیز به میان آمده‌است.
نوشته‌اند که غذای تشه یو، شن و سنگ و آهن بوده‌است. او همچنین سلاح را اختراع کرد و اسلحه‌های بسیاری ساخت.مطالعهٔ دقیق متونی که این شخصیت را توصیف می‌کنند، نشان می‌دهد که او دارای یک طبیعت اسطوره‌ای ِ چندین لایه‌ای است که حتی تحلیل‌های سطحی آنها هم به توضیحات طولانی احتیاج دارند.
وی با وجود ظاهر غول آسایش، پسر یا نوادهٔ چن نونگ است. برخی هم او را وزیر چن نونگ دانسته‌اند. (چن نونگ، رب‌النوع زراعت بود که سری شبیه سر گاو داشت و آخرین نفر از سه موجود برتر و پیشرو هوانگ تی به شمار می‌آمد.)

## تشه یو، بعنوان خدای جنگ
تشه یو در اساطیر چین بعنوان خدای جنگ نیز معرفی می‌شود.
پرچم او در این کسوت یک نوع ستاره دنباله دار است که هرگاه در آسمان ظاهر می‌شود، خبر از اغتشاش‌های جنگی می‌دهد.
به تشه یو هم همچون هوانگ تی اختراع فنّ جنگ و جنگ‌افزار سازی را نسبت می‌دهند. با وجود اینکه وی در جنگ مغلوب شد، امّا مردم تا قرن ششم میلادی برای او هم مثل هوانگ تی در ایام جنگ قربانی هدیه می‌کردند.
ارتباط وی با جنگ و اسلحه سازی موقعیت او را بعنوان یک آهنگر آشکار می‌سازد. او همچنین برادر آهنگران نیز معرفی شده‌است، اما پوشیده نیست که شناخته شدن خود او بعنوان آهنگر شهرت بیشتری دارد. از دیگر سو، تشه یو یک رقاص یا یک نیزه انداز شاخدار است.
تشه یو استاد جنگیدن با شاخ بود. البته ظاهراً (و بر اساس تحقیقات گرانه) روش زورآزمایی چنین بود که قبل از ورود به صحنهٔ اصلی کارزار، یک جنگ تن به تن جهت تعیین لیاقت‌ها و مشخص کردن سلسله مراتب (تعیین سطح مبارزه) ترتیب می‌یافت.
نبرد تشه یو با هوانگ تی یا همان امپراتور زرد، یکی از مشهورترین داستانهای حماسی در اساطیر چین و برخی کشورهای دیگر (از جمله کره) محسوب می‌شود، که به نبرد تشولو (جنگ ژولو) معروف است.